# Bộ Hành chính và An ninh (Hàn Quốc)
Bộ Hành chính và An ninh (MOIS, Tiếng Hàn:행정안전부, Hanja: 行政安全部) là một nhánh của Chính phủ Hàn Quốc có trụ sở chính tại Thành phố Sejong. Bộ Hành chính và An ninh chịu trách nhiệm quản lý quốc gia, quản lý các tổ chức chính phủ và chính phủ điện tử. Hơn nữa, nó hỗ trợ chính quyền địa phương về quản lý địa phương, tài chính và phát triển khu vực để thúc đẩy quyền tự chủ lớn hơn của địa phương.

## Các tổ chức
Bộ Hành chính và An ninh có trụ sở chính và một số văn phòng tại thành phố Sejong. Bộ cũng có văn phòng tại Jongno-gu, Seoul. Trước đây trụ sở chính ở Seoul.
Gồm các cơ quan:
- Viện Phát triển Cán bộ Chính quyền Địa phương (LOGODI)
- Lưu trữ Quốc gia Hàn Quốc
- Dịch vụ pháp y quốc gia
- Dịch vụ Thông tin và Điện toán Quốc gia
- Cơ quan Cứu hỏa Quốc gia
- Cơ quan Cảnh sát Quốc gia
- Ủy ban năm tỉnh Bắc Hàn Quốc